# Alexander de Roo
Alexander de Roo (n. 30 august 1955, Leiden, Olanda de Sud, Țările de Jos) este un om politic neerlandez, membru al Parlamentului European în perioada 1999-2004 din partea Țărilor de Jos. 